# Kirk Alyn

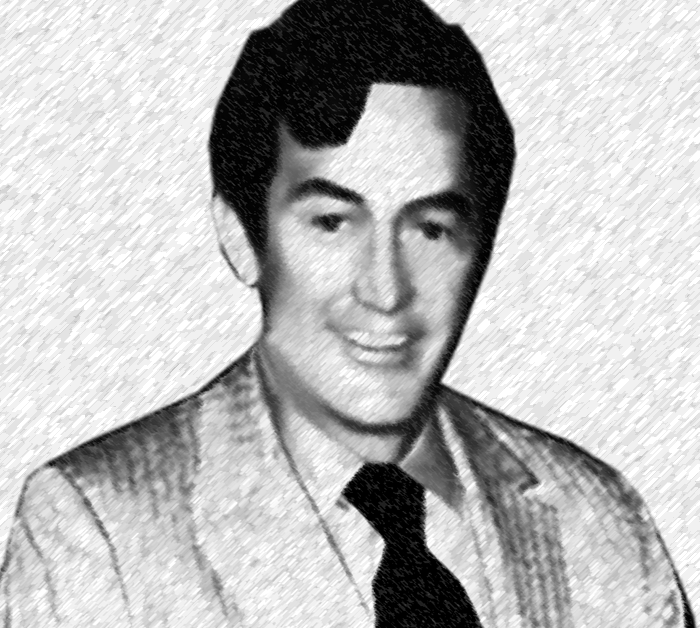
Kirk Alyn

Kirk Alyn (* 8. Oktober 1910 in Oxford Township, New Jersey; † 14. März 1999 in The Woodlands, Texas) war ein US-amerikanischer Schauspieler, der vor allem als erster Filmdarsteller des Superhelden Superman bekannt wurde.

## Leben
Alyn war der erste Schauspieler, der Superman verkörperte, und spielte die Titelrolle in dem gleichnamigen Film aus dem Jahr 1948 sowie in Atom Man vs. Superman (1950). Sein Name tauchte jedoch nicht im Abspann der Filme auf, um den Eindruck zu erwecken, er sei wirklich Superman. Alyn spielte zwar auch in weiteren Kinofilmen, musste sich in diesen aber meist mit Nebenrollen begnügen, die teilweise nicht einmal im Abspann erwähnt wurden. In Superman aus dem Jahr 1978 spielte er die Rolle des General Sam Lane, des Vaters von Lois Lane. Außerdem war Kirk Alyn ab den 1950er-Jahren als Gastdarsteller in vielen Fernsehserien zu sehen, so beispielsweise in Shannon klärt auf (1962) und Kampfstern Galactica (1979).
In Hollywood lernte er die Tänzerin und Schauspielerin Virginia O’Brien (1919–2001) kennen. Sie heirateten 1942 und hatten einen Sohn und zwei Töchter. Die Ehe wurde 1955 geschieden.

## Filmografie (Auswahl)
- 1930: Fast and Loose
- 1942: Meine Schwester Ellen (My Sister Eileen)
- 1942: Gangsterfalle (Lucky Jorda)
- 1942: Du warst nie berückender (You Were Never Lovelier)
- 1943: Einsatz im Nordatlantik (Action in the North Atlantic)
- 1943: Kampf in den Wolken (A Guy Named Joe)
- 1944: Pinky und Curly (Once Upon a Time)
- 1946: The Time of Their Lives
- 1946: Charlie Chan – Die Falle (The Trap)
- 1948: Superman
- 1948: Die drei Musketiere (The Three Musketeers)
- 1950: Atom Man vs. Superman
- 1950: Endstation Mord (Gambling House)
- 1951: Der jüngste Tag (When Worlds Collide)
- 1952: Der weiße Sohn der Sioux (The Savage)
- 1956: Geliebt in alle Ewigkeit (The Eddy Duchin Story)
- 1957: Beginning of the End
- 1962: Shannon klärt auf (Shannon; Fernsehserie, Folge Uneasy Debt)
- 1965/1966: Bezaubernde Jeannie (I Dream of Jeannie; Fernsehserie, 2 Folgen)
- 1968: Der Gnadenlose (P.J.)
- 1970: Die große weiße Hoffnung (The Great White Hope)
- 1978: Superman
- 1979: Kampfstern Galactica (Battlestar Galactica; Fernsehserie, Folge War of the Gods: Part 1)
- 1983: Scalps